# Storia dell'hockey su ghiaccio in Unione Sovietica

## Le Origini
Per lungo tempo, l'Unione Sovietica ha dominato l'hockey europeo, contendendo ai Canadesi l'egemonia internazionale; tuttavia, a differenza delle altre nazioni del Vecchio Continente, l'URSS diventò una potenza soltanto al termine della Seconda guerra mondiale.
Gli abitanti della Russia praticavano da diverso tempo dei giochi con mazze e palline che verso la fine del XIX secolo si trasformarono gradualmente nel bandy russo (chiamato dagli storici Russian Hockey), disciplina derivata dal bandy "tradizionale", che stava conseguendo successo in tutta l'Europa del Nord, in particolare in Svezia.
Sebbene si stesse diffondendo in tutta l'Europa, l'hockey canadese non sembrava attecchire in Unione Sovietica, tanto che soltanto nel 1932 gli sportivi russi poterono assistere ad una dimostrazione di questo gioco: al termine delle Olimpiadi di Lake Placid, la nazionale tedesca si recò a Mosca per disputare alcune partite contro il "Central'nyi Dom Krasnoj Armii" (CDKA - Casa Centrale dell'Esercito Sovietico) e una selezione di giocatori moscoviti; nonostante la medaglia di bronzo olimpica, la Germania rimediò tre sconfitte, tra l'altro senza segnare nemmeno una rete.
Nel 1939 l'Istituto di Cultura Fisica di Mosca inserì all'interno del proprio programma l'hockey canadese, che però pareva senza grande futuro in Unione Sovietica: i Russi, infatti, preferivano ancora il bandy e, con estremo disprezzo, chiamavano la disciplina nordamericana "Western Hockey".

## I primi campionati
Soltanto nel 1946, al termine della Seconda guerra mondiale, fu organizzato il primo campionato nazionale, cui parteciparono 12 squadre: superando il CDKA di Anatolij Tarasov, la Dinamo Mosca di Arkadij Černišev si aggiudicò il titolo inaugurale.
Nel dopo guerra, il CDKA era noto anche come CDSA (Central'nyj Dom Soverskoj Armii); la Dinamo Mosca era collegata al Ministero degli Interni, il quale controllava la Polizia di Stato e inizialmente anche i Servizi Segreti (KGB).
Immediatamente, la capitale s'impose come la città dominante per l'hockey, infatti, le squadre principali del campionato, oltre a CDKA e Dinamo, furono i Kryl'ja Sovetov Samara (Soviet Wings - supportati dal sindacato degli aviatori) e lo Spartak Mosca (supportato dal sindacato dei lavoratori della "Light and Food" Industry). Tra gli anni '40 e '50, nacquero altre formazioni che cercarono (almeno in parte) di arginare il dominio moscovita, tra cui l'Ak Bars Kazan, l'Avangard Omsk, il Chimik Voskresensk, il Metallurg Magnitogorsk, il Metallurg Novokuzneck, il Molot Perm', il Lokomotiv Jaroslavl' e il Traktor Čeljabinsk.
Assieme a Tarasov e Černišev, un'altra figura chiave fu Vsevolod Bobrov, che, dopo aver praticato il calcio ad alti livelli, si dedicò all'hockey su ghiaccio, militando nel Voenno-vozdušnye sily SSSR (VVS - la squadra dell'Aeronautica Militare, da non confondersi con i Krylia Sovetov). Quella formazione fu davvero leggendaria, ma molti dei suoi componenti morirono in un tragico incidente aereo nel gennaio del 1950; Bobrov, fortunatamente, non era presente in quella sciagura e continuò la propria carriera ad altissimi livelli: nella stagione 1950-51, Bobrov stabilì un record ancora imbattuto, realizzando 10 reti in un'unica partita. Quando nel 1953 Stalin morì, il VVS terminò la propria esistenza, fondendosi con il CDKA: il Ministero della Difesa, infatti, creò il "Central'nyj Sportivnyj Klub Ministerstva Oborony" (CSK MO - Club Centrale Sportivo del Ministero della Difesa), che nel 1960 si trasformò nel "Central'nyj Sportivnyj Klub Armii" (CSKA); oltre al CSKA, il Ministero della Difesa aveva istituito alcune compagini in altre città, come ad esempio l'SKA a Leningrado.

## L'affermazione internazionale
Nel 1948, l'LTC Praga, una delle migliori formazioni europee, si recò a Mosca per sfidare una selezione dei principali giocatori russi in tre esibizioni, rimediando però una sola vittoria, a fronte di un pareggio e di una sconfitta; i risultati di quelle partite furono la dimostrazione evidente dell'alto livello dell'hockey sovietico.
Negli anni '50, l'URSS era pronta per le competizioni internazionali: dopo il debutto ai Giochi Studenteschi di Vienna nel 1953, l'Unione Sovietica, un anno più tardi, partecipò per la prima volta ai Campionati del Mondo (organizzati a Stoccolma), vincendo la medaglia d'oro.
Esiste un simpatico aneddoto riguardo alla partita tra Canada e URSS di quel torneo: qualche giorno prima su un quotidiano locale, comparve una vignetta in cui Bobrov, vestito da scolaretto, seguiva attentamente una lezione sull'hockey tenuta da un giocatore canadese; tutta la nazionale sovietica espresse il proprio disappunto per quel disegno, tanto che il giorno dopo la squadra nordamericana fu ridicolizzata 7-2.
Nel 1956, a Cortina d'Ampezzo, l'URSS fece il suo debutto olimpico, coronato dalla medaglia d'oro, grazie ad una vittoria per 2-0 sul Canada.
I principali giocatori di quella nazionale furono:
- Vsevolod Bobrov, attaccante
- Viktor Šuvalov, attaccante
- Evgenij Babič, attaccante
- Nikolaj Sologubov, difensore
- Nikolaj Pučkov, portiere

## Federazione e metodi di lavoro
Già a partire dagli anni '50, erano state tracciate le caratteristiche del gioco sovietico, basato sui passaggi, sulla velocità dei pattinatori, sulla disciplina e sulla collettività, uno stile molto diverso da quello proposto dal Canada: le grandi menti erano Anatolij Tarasov, non a caso chiamato il "Padre dell'Hockey Russo", e Arkadij Černišev, il cui ruolo è stato spesso sottovalutato soprattutto dagli osservatori nordamericani; Černišev, oltre ad essere il vero head coach della nazionale, era un perfetto complemento per il focoso Tarasov.
Gli allenamenti erano davvero massacranti, anche a causa della mancanza di impianti adeguati: molto spesso l'unica possibilità era allenarsi all'aperto durante i durissimi inverni russi e, per evitare lo scioglimento delle superfici ghiacciate, gran parte dell'attività era svolta di notte.

## Gli anni '60 e '70
Nonostante un periodo di sconfitte in seguito al trionfo di Cortina, l'URSS era pronta a dominare l'hockey internazionale: dopo la vittoria mondiale del 1963, la nazionale sovietica si trasformò in un'autentica corazzata che si aggiudicò tutte le competizioni fino al 1971, compresi i IX Giochi olimpici invernali di Innsbruck (1964) e i X Giochi olimpici invernali di Grenoble (1968).
I principali giocatori degli anni '60 furono:
- Boris Majorov (capitano), attaccante dello Spartak Mosca
- Evgenij Majorov, attaccante dello Spartak Mosca
- Vjačeslav Staršinov, attaccante dello Spartak Mosca
- Konstantin Loktev, attaccante del CSKA
- Veniamin Aleksandrov, attaccante del CSKA
- Aleksandr Al'metov, attaccante del CSKA
- Viktor Kuz'kin, difensore del CSKA
- Aleksandr Ragulin, difensore del CSKA
- Vitalij Davidov, difensore della Dinamo Mosca.

Tuttavia, la vera stella degli anni '60 fu Anatolij Firsov, splendida ala sinistra dell'"Armata Rossa": grazie ad un tiro molto preciso, Firsov fu la punta di diamante della nazionale, che, grazie alle reti del proprio fuoriclasse, poté gioire per innumerevoli successi.
Sebbene l'URSS fosse una squadra completa in ogni reparto, la porta non fu mai difesa da un campione: dopo il ritiro di Pučkov, i suoi sostituti Viktor Konovalenko e Viktor Zinger non seppero mai dare sufficienti garanzie alla squadra, alternando ottime prestazioni a partite mediocri.
Tuttavia nel 1968, Anatolij Tarasov scovò, nelle formazioni giovanili del CSKA, Vladislav Tret'jak, un giovanotto di sedici anni che avrebbe cambiato completamente il ruolo del portiere: il leggendario "goalkeeper" entrò giovanissimo nella prima squadra del CSKA, per poi debuttare in nazionale nel 1970, indossando la maglia rossa CCCP fino ai Giochi Olimpici di Sarajevo del 1984.
L'altro grandissimo fuoriclasse, simbolo dell'URSS negli anni '70, fu Valerij Charlamov, leggendaria ala sinistra che, per molti critici, è il miglior giocatore mai prodotto dalla scuola russa (e non solo): pochissimi altri hockeisti (compresi i campioni della NHL) hanno potuto disporre delle immense doti tecniche di Charlamov, che sapeva liberarsi delle marcature avversarie con degli spettacolari movimenti.
Il 27 agosto 1981, però, Charlamov, a soli 33 anni, fu coinvolto in un terribile incidente automobilistico, in cui anche sua moglie perse la vita; nonostante Valerij fosse nella fase di declino, la tragica notizia sconvolse tutto il mondo dell'hockey, che aveva perso uno dei propri massimi interpreti.
Negli anni '70 l'URSS continuò il proprio dominio nelle competizioni internazionali, vincendo medaglie d'oro a ripetizione, lasciando agli avversari solo le briciole: nei Mondiali del 1973, la squadra sovietica realizzò addirittura 100 reti; l'unica compagine che riuscì ad arginare la CCCP fu la Cecoslovacchia (campione del mondo nel 1972, 1976 e 1977), sicuramente la più grande rivale (anche per ragioni politiche) della corazzata sovietica.
Nel 1972, l'URSS ricevette finalmente il riconoscimento anche dai Canadesi, quando fu organizzata la "Summit Series": in quelle otto emozionanti partite, i giocatori sovietici impegnarono allo stremo la nazionale canadese formata dai più celebri fuoriclasse della NHL, che prevalsero solo grazie alla rete di Paul Henderson a 34 secondi dalla fine di gara 8. Nonostante la sconfitta complessiva (4 vittorie canadesi, 3 sovietiche, 1 pareggio), anche i Nordamericani iniziarono ad apprezzare le enormi qualità tecniche dei giocatori sovietici.
I fuoriclasse principali di quella nazionale che dominò gli anni '70 furono:
- Vladislav Tret'jak, portiere del CSKA
- Aleksandr Gusev, difensore del CSKA
- Gennadij Cigankov, difensore del CSKA
- Valerij Vasil'ev, difensore della Dinamo Mosca
- Aleksandr Malcev, playmaker della Dinamo Mosca
- Valerij Charlamov, attaccante del CSKA
- Boris Michajlov, attaccante del CSKA
- Vladimir Petrov, attaccante del CSKA
- Aleksandr Jakušev, attaccante dello Spartak Mosca
- Vladimir Šadrin, attaccante dello Spartak Mosca
- Vladimir Vikulov, attaccante del CSKA Mosca

Dopo le splendide partite disputate in Nord America, tutte le squadre della NHL misero gli occhi su questi fuoriclasse (Tret'jak ricevette delle offerte dai Montreal Canadiens), ma il passaggio al professionismo era un'utopia, a causa del regime comunista.
Negli anni '80, i "Maestri Canadesi" riconobbero l'estremo valore di Tret'jak e Tarasov, premiandoli con l'ingresso nella Hockey Hall of Fame di Toronto (da non confondersi con la Hall of Fame della IIHF), il celebre museo in cui sono celebrati i massimi fuoriclasse dell'hockey mondiale: per comprendere appieno l'importanza di questo riconoscimento, è necessario ricordare che la HHOF è sostanzialmente dedicata ai fuoriclasse della NHL, lega in cui né Tret'jak né Tarasov furono protagonisti; questo grandissimo onore sarebbe stato concesso molto tempo dopo anche a Vjačeslav Fetisov.
Un'altra figura importante all'interno dell'hockey sovietico fu Nikolaj Ozerov, il celebre telecronista che per anni raccontò agli appassionati sovietici le imprese della nazionale CCCP; Ozerov si era diplomato presso la principale scuola per attori di Mosca e aveva recitato nei più prestigiosi teatri della nazione, oltre ad aver praticato il tennis ad altissimi livelli. Ad ogni modo, negli anni '50 iniziò la propria collaborazione con l'emittente televisiva di Stato, per cui commentò tutti i più importanti eventi hockeistici; per oltre 30 anni, Ozerov accompagnò i tifosi sovietici e per questo può essere paragonato al suo "collega" canadese Foster Hewitt.

## Gli anni '80; Tichonov e Lake Placid
L'era di Tarasov e Černišëv si chiuse poco prima della "Summit Series" del 1972, quando a causa di contrasti con i massimi dirigenti federali, i due allenatori lasciarono la guida della nazionale a Vsevolod Bobrov e Boris Kulagin, e poi a Konstantin Loktev; tuttavia, nessuno dei tre avrebbe lasciato un segno importante alla guida dell'URSS, poiché il vero successore di Tarasov e Černišëv fu Viktor Tichonov, una delle figure più controverse nella storia dell'hockey mondiale.
Tichonov, discreto difensore del VVS e della Dinamo Mosca, iniziò la propria carriera di tecnico come assistente di Černišëv proprio nella formazione della Polizia, prima di essere assunto dalla Dinamo Riga nel 1971: la squadra della Lettonia beneficiò enormemente del nuovo allenatore, riuscendo a guadagnare la promozione nella massima serie; Tichonov aveva creato una compagine davvero interessante, le cui soluzioni tecnico-tattiche creavano problemi anche alle grandi potenze del campionato.
Nel 1976, in occasione della prima Canada Cup, i dirigenti della Federazione Sovietica decisero di indebolire la nazionale, chiamando Tichonov alla guida di quella squadra sperimentale; l'anno successivo, dopo che l'URSS aveva conquistato solamente un argento ed un bronzo ai Mondiali del 1976 e 1977, subentrò ufficialmente a Loktev e Kulagin sia nel CSKA sia nella nazionale.
Con Tichonov, l'Unione Sovietica riprese il proprio cammino vincente, estendendo il proprio dominio anche negli anni '80, nonostante qualche battuta d'arresto (Olimpiadi di Lake Placid del 1980). La squadra perse la partita contro gli Stati Uniti per 4-3, i quali si aggiudicarono la medaglia d'oro; la vittoria statunitense viene chiamata, a causa del prestigio e della forza russa, "Miracle on Ice".
I giocatori principali della nuova decade furono i magnifici componenti della "Green Unit", lo spettacolare quintetto proveniente dal CSKA:
- Vjačeslav Fetisov,il capitano, difensore
- Aleksandr Kasatonov, difensore
- Vladimir Krutov (The Tank), attaccante
- Igor' Larionov, attaccante
- Sergej Makarov, attaccante

Il soprannome "Green Unit" fu ideato da qualche giornalista nordamericano che rimase colpito dalle magliette verdi indossate dai cinque fuoriclasse durante gli allenamenti; Pavel Bure, al tempo giovanissima promessa, raccontò più volte di rimanere "estasiato" nel vedere i cinque campioni allenarsi.
Oltre ai cinque fuoriclasse, l'URSS poteva disporre di altri ottimi giocatori, come ad esempio:
- Zinėtula Biljaletdinov, difensore della Dynamo Mosca
- Vasilj Pervuchin, difensore della Dynamo Mosca
- Sergej Šepelev, attaccante dello Spartak Mosca, eroe della finale di Canada Cup nel 1981
- Vjačeslav Bykov, attaccante del CSKA
- Helmut Balderis, attaccante lettone di Dinamo Riga e CSKA.

Dopo il ritiro di Tretiak, l'Unione Sovietica non riuscì mai a trovare un degno sostituto, ma d'altronde rimpiazzare una simile leggenda era praticamente impossibile: Vladimir Myškin e Sergej Myl'nikov, pur essendo degli ottimi portieri, non erano dotati delle stesse abilità di Tretjak.
Soltanto le stelle della NHL furono in grado di contrastare la Big Red Machine, in memorabili incontri nella Canada Cup: nel 1981 l'URSS vinse il trofeo, umiliando 8-1 i padroni di casa, i quali si rifecero con due vittorie nel 1984 e nel 1987; quest'ultima edizione segnò l'apice delle sfide tra le due grandissime scuole, infatti, le tre partite di finale raggiunsero livelli di tecnica, spettacolarità ed emozione mai visti in precedenza.

## L'esodo verso la NHL
Nonostante i grandi successi, la figura di Tichonov fu più volte messa in discussione e contestata, soprattutto dagli osservatori occidentali: il tecnico, infatti, era un tiranno che non ammetteva critiche e osservazioni e che spesso umiliava i giocatori che non accettavano i suoi ordini.
Tuttavia, Tichonov sarà per sempre ricordato come colui che cercò in tutti i modi di bloccare l'esodo verso la NHL: le franchigie nordamericane avevano da tempo messo gli occhi sui principali fuoriclasse russi, i quali avevano più volte espresso il loro desiderio di lasciare l'URSS. Ben presto i giocatori, guidati da Fetisov e Larionov, si ribellarono al regime comunista, chiedendo apertamente di essere lasciati liberi; solo Kasatonov rimase fedele al vecchio tecnico, anche se questo creò dei grandi attriti tra lui e il resto della squadra. Il culmine della "guerra" tra le due fazioni avvenne nel 1989, quando Tichonov decise di mettere fuori squadra Fetisov, provocando una ribellione da parte dei compagni.
Dopo numerose lotte, scontri e battaglie, le barriere furono finalmente rotte: il 25 maggio 1989 l'Armata Rossa annunciò il rilascio dei propri principali fuoriclasse e Sergej Prjakin, ingaggiato dai Calgary Flames, diventò il primo giocatore sovietico a firmare un contratto con una franchigia NHL con il consenso del governo comunista; il 1º luglio Makarov, Fetisov e Larionov si accordarono rispettivamente con i Flames, i New Jersey Devils e Vancouver Canucks.
Sempre nel 1989 Aleksandr Mogil'nij, al termine dei Mondiali di Svezia, lasciò improvvisamente il ritiro della nazionale per poi ricomparire due giorni dopo a Buffalo, dove aveva appena firmato un contratto con la dirigenza dei Sabres.
Tuttavia, l'ambientamento nel nuovo campionato fu molto complesso, a causa delle differenze tra la NHL e la Lega Sovietica, come ad esempio la superficie di dimensioni inferiori e lo stile di gioco basato principalmente sulla fisicità invece che sulla tecnica; Fetisov raccontò che l'ultima rissa in cui era rimasto coinvolto era avvenuta durante i Mondiali Juniores del 1978, mentre nella NHL le "scazzottate" erano in pratica una costante.
Inoltre le difficoltà linguistiche, unite ad un certo disprezzo da parte di compagni, avversari e tifosi non facilitarono la situazione; non dimentichiamoci infine che molti giocatori arrivarono in Nord America, quando la loro carriera era già nella fase calante: Krutov, ad esempio, dopo aver deliziato per anni gli spettatori europei, si rivelò una delusione per i Vancouver Canucks.
Nonostante Makarov avesse ricevuto il premio come Rookie dell'anno, molti critici si chiesero se i Russi fossero davvero in grado di giocare nella NHL; tuttavia, questi dubbi furono spazzati via in pochissimo tempo poiché, dopo i difficili esordi, il talento alla fine esplose.
Inoltre le varie franchigie avevano iniziato a posare le loro attenzioni non solo sui veterani, ma anche sulle giovanissime promesse: negli anni a seguire anche Sergej Fëdorov (anche lui con una defezione dall'URSS) e Pavel Bure, compagni di linea di Mogilnij nel CSKA e nella nazionale, debuttarono nel campionato professionistico nordamericano; qualche anno più tardi, il Presidente Boris Nikolaevič El'cin consegnò personalmente a Mogilnij e Fëdorov, il passaporto della Repubblica Russa.
Nel 1994 la Stanley Cup fu vinta dai New York Rangers, squadra in cui militavano Aleksej Kovalëv, Sergji Nemčinov, Sergej Zubov e Aleksandr Karpovcev, primi giocatori russi ad alzare il trofeo; nel 1997 i Detroit Red Wings trionfarono grazie al contributo dei "Russian Five", Vjačeslav Fetisov e Vladimir Konstantinov in difesa, Slava Kozlov, Igor' Larionov e Sergej Fëdorov in attacco, la prima linea completamente russa nella storia della NHL. Ora, quasi tutte le franchigie della NHL hanno sotto contratto numerosi giocatori provenienti dall'ex Unione Sovietica.

## Gli anni '90
Gli anni '90 furono caratterizzati da numerosi cambiamenti politici, soprattutto nell'Europa Orientale, in cui la colossale Unione Sovietica si sfaldò, dando origine a dodici repubbliche indipendenti (quindici se si considerano i tre stati baltici): il 1991 fu l'ultima stagione in cui si videro le celeberrime maglie rosse con la scritta CCCP. Durante i Mondiali Under 20 del 1992 (iniziati nel dicembre 1991) avvenne un episodio molto curioso: la compagine "russa" (termine improprio) cominciò il torneo come Unione Sovietica, ma lo terminò come Comunità degli Stati Indipendenti; il 1º gennaio 1992, infatti, l'URSS aveva chiuso la propria esistenza politica e fu sostituita, appunto, dalla CSI.
Qualche mese più tardi, la CSI partecipò ai Giochi olimpici di Albertville, tuttavia dal 1993 ogni Repubblica ex Sovietica avrebbe potuto presentare una propria nazionale: la CSI, guidata da Tichonov vinse la medaglia d'oro olimpica, mentre un anno dopo la Russia, con Boris Michajlov in panchina, si laureò campione del mondo, continuando la grande tradizione dell'Unione Sovietica
Durante i XVI Giochi olimpici invernali di Albertville e i Giochi della XXV Olimpiade di Barcellona, la CSI fu denominata Squadra Unificata (Équipe unifié - EUN) e rappresentata dalla bandiera dei 5 cerchi e dall'Inno Olimpico. A partire dai XVII Giochi olimpici invernali di Lillehammer nel 1994 non vi furono più rappresentative sovranazionali riferibili alla disciolta Unione Sovietica.

## Gli altri stati post-sovietici
Bisogna ricordare che l'hockey su ghiaccio si è espanso non solo in Russia, ma anche nelle altre Repubbliche dell'ex Unione Sovietica: a partire dal 1998, la Bielorussia, Kazakistan, Ucraina e Lettonia hanno sempre ottenuto dei buonissimi risultati nelle edizioni dei Campionati del Mondo e delle Olimpiadi, presentando giocatori di sicura qualità; ai Giochi di Salt Lake City nel 2002, la Bielorussia ha addirittura raggiunto il quarto posto finale, dopo una sorprendente vittoria sulla Svezia (penalizzata da un clamoroso errore del portiere Tommie Salo) nei quarti di finale.

## Curiosità
- I tifosi sovietici per incitare la loro squadra gridano "Šajbu, Šajbu!", una frase che significa "Puck, Puck!". Inoltre, quando i propri beniamini stanno giocando bene, è molto comune sentire "Molotdsy!", che è un complimento e può essere tradotto in "Bravi ragazzi! Ottimo lavoro!".
- Nelle prime apparizioni, l'URSS sfoggiava una divisa blu scuro, differente da quella successiva, rossa, tipica di ogni nazionale sportiva sovietica.